# José Antonio de la Loma
José Antonio de la Loma (Barcellona, 4 marzo 1924 – Barcellona, 7 aprile 2004) è stato uno sceneggiatore e regista spagnolo.
Dagli anni cinquanta ai novanta diresse oltre 30 film e lavorò ad oltre 70 sceneggiature.
Fu molto attivo nel campo del western all'italiana. Nel 1965 diresse Totò in Totò d'Arabia.

## Filmografia parziale

### Regista
- La morte ha viaggiato con me (Manos sucias) (1957)
- Un mundo para mí (1959)
- Il boia aspetterà (Fuga desesperada) (1961)
- Vivir un largo invierno (1964)
- Totò d'Arabia (1965)
- Perché uccidi ancora (1965)
- Per 50.000 maledetti dollari (Feuer frei auf Frankie) (1967)
- Il magnifico Tony Carrera (1968)
- Monza Grand Prix - cortometraggio documentaristico (1968)
- La ciudad flotante - cortometraggio documentaristico (1968)
- Nueva York insólito - cortometraggio documentaristico (1969)
- Las Bahamas Nassau - cortometraggio documentaristico (1969)
- Islas Vírgenes: Santo Tomás - cortometraggio documentaristico (1969)
- Islas del Caribe: Barbados - cortometraggio documentaristico (1969)
- Indianápolis - cortometraggio documentaristico (1969)
- La furia dei giganti (Golpe de mano (Explosión)) (1970)
- El más fabuloso golpe del Far-West (1972)
- Timanfaya (Amor prohibido) (1972)
- La redada (1973)
- El último viaje (1974)
- Squadra speciale antirapina (Metralleta 'Stein') (1975)
- La nueva Marilyn (1976)
- Las alegres chicas de "El Molino" (1977)
- Street Dogs - I teppisti della strada (Perros callejeros) (1977)
- Nunca en horas de clase (1978)
- Strade selvagge (Perros callejeros II) (1979)
- Los últimos golpes de "El Torete" (1980)
- Jugando con la muerte (1982)
- Macchina per uccidere 2 (Goma-2) (1984)
- Perras callejeras (1985)
- Yo, "El Vaquilla" (1985)
- Escuadrón (1988)
- Pasión de hombre (1989)
- Oro fino (1989)
- Lolita al desnudo (1991)
- Gaudí comentado por Gaudí - documentario uscito in homevideo (1992)
- Tres días de libertad (1996)

### Sceneggiatore
- La hija del mar, regia di Antonio Momplet (1953)
- El presidio, regia di Antonio Santillán (1954)
- Inferno d'acciaio (La canción del penal), regia di Juan Lladó e Jean Sacha (1954) - Autore dei dialoghi nella versione spagnola
- Lo que nunca muere, regia di Julio Salvador (1955)
- Los agentes del quinto grupo, regia di Ricardo Gascón (1955)
- Senza sorriso (Sin la sonrisa de Dios), regia di Julio Salvador (1955)
- El ojo de cristal, regia di Antonio Santillán (1956)
- La legión del silencio, regia di José Mª Forqué (1956)
- Hospital de urgencia, regia di Antonio Santillán (1956)
- No estamos solos, regia di Miguel Iglesias (1956)
- Sitiados en la ciudad, regia di Miguel Lluch (1957)
- La morte ha viaggiato con me (Manos sucias) (1957)
- Quattro alla frontiera (Cuatro en la frontera), regia di Antonio Santillán (1958)
- Cita imposible, regia di Antonio Santillán (1958)
- Un mundo para mí (1959)
- Il boia aspetterà (Fuga desesperada) (1961)
- Las travesuras de Morucha, regia di Ignacio F. Iquino (1962)
- Spionaggio a Casablanca (Noches de Casablanca), regia di Henri Decoin (1963)
- La revoltosa, regia di José Díaz Morales (1963)
- La ruta de los narcóticos, regia di José María Forn (1963)
- Un demonio con ángel, regia di Miguel Lluch (1963)
- Giorno di fuoco a Red River (José María), regia di José María Forn (1963)
- Piso de soltero, regia di Alfonso Balcázar (1964) - non accreditato
- Vivir un largo invierno (1964)
- Totò d'Arabia (1965) - non accreditato
- 5.000 dollari sull'asso (Los pistoleros de Arizona), regia di Alfonso Balcázar (1965)
- La valle delle ombre rosse (Der letzte Mohikaner), regia di Harald Reinl (1965)
- La chica del autostop, regia di Miguel Lluch (1965)
- Jessy non perdona... uccide (Tierra de fuego), regia di Jaime Jesús Balcázar e Mark Stevens (1965)
- L'uomo che viene da Canyon City, regia di Alfonso Balcázar (1965)
- La dama de Beirut, regia di Ladislao Vajda (1965)
- 100.000 dollari per Ringo, regia di Alberto De Martino (1965) - Autore dei dialoghi nella versione spagnola
- L'uomo dalla pistola d'oro, regia di Alfonso Balcázar (1965)
- Perché uccidi ancora (1965)
- Asso di picche - Operazione controspionaggio, regia di Nick Nostro (1965)
- Guntar il temerario (Im Reich des silbernen Löwen), regia di F. J. Gottlieb (1965) - non accreditato
- 4 dollari di vendetta (Cuatro dólares de venganza), regia di Jaime Jesús Balcázar (1966)
- 7 magnifiche pistole, regia di Rod Gilbert (1966)
- Operazione Goldman, regia di Anthony Dawson (1966)
- Ringo il Texano (The Texican), regia di Lesley Selander (1966) - Versione spagnola
- Dinamite Jim, regia di Alfonso Balcázar (1966)
- Surcouf, l'eroe dei sette mari, regia di Sergio Bergonzelli e Roy Rowland (1966)
- I 5 della vendetta, regia di Aldo Florio (1966)
- Il grande colpo di Surcouf, regia di Sergio Bergonzelli e Roy Rowland (1966)
- El primer cuartel, regia di Ignacio F. Iquino (1967)
- Clint il solitario (Clint el solitario), regia di Alfonso Balcázar (1967)
- Professionisti per un massacro (1967)
- Ad ogni costo, regia di Giuliano Montaldo (1967)
- Occhio per occhio, dente per dente, regia di Miguel Iglesias (1967)
- Conquest, regia di Lucio Fulci (1983)

### Produttore esecutivo
- Jugando con la muerte (1982)
- Yo, "El Vaquilla" (1985)
- Tres días de libertad (1996)